# James Dewar
Sir James Dewar (Kincardine-on-Forth, 20 september 1842 – Londen, 27 maart 1923) was een Schots schei- en natuurkundige die bekendheid kreeg als uitvinder van het dewarvat (een soort thermosfles) en cordiet.
James Dewar bereikte de koeltemperatuur van vaste waterstof in 1899 en publiceerde zijn vondst in de Annales de Chimie et de Physique, 7th series, vol.18, Oct. in 1899 met de titel "Sur la solidification de l'hydrogène".

## Biografie
Dewar werd geboren in de Schotse plaats Kincardine-on-Forth als jongste van zes zonen van een wijnhandelaar Thomas Dewar en Ann Eadie. Hij studeerde aan de Dollar College en de Universiteit van Edinburgh. Bij deze laatste was hij eerst student en later assistent van Lyon Playfair, hoogleraar scheikunde. Ook studeerde hij onder Friedrich Kekulé in Gent. 
Na lector in de chemie te zijn geweest aan het Royal Veterinary College te Edinburgh werd Dewar in 1875 benoemd tot hoogleraar experimentele natuurwetenschap aan Peterhouse College in Cambridge. Twee jaar later volgde hij John Hall Gladstone op als Fullerian Professor in de Scheikunde aan de Royal Institution te Londen. Daarnaast was Dewar voorzitter van de Chemical Society in 1897 en de Britsh Association for the Advancement of Science in 1902 alsmede tussen 1893 en 1894 lid van de Royal Commission die de Londense drinkwatervoorziening moest beoordelen. Als lid van de Committee on Explosives ontwikkelde hij samen met Frederick Augustus Abel cordiet, een rookloos alternatief voor buskruit.
Dewar was gehuwd met Helen Rose Blanks (1849-1935); het huwelijk bleef kinderloos.

## Werk
Dewars wetenschappelijk werk besloeg een groot gebied van de natuur- en scheikunde. Hij deed onderzoek naar onder andere het oxidatieproces van nicotine, de omzetting van chinoline in aniline, de fysische constanten van waterstof alsmede de fysiologische werking van licht. En samen met professor G.D. Livering, een van zijn Cambridge collega's, begon Dewar vanaf 1878 aan een lange reeks van spectroscopische observaties, de meeste daarvan gewijd aan verschillende gassen geëxtraheerd uit lucht door middel van lage temperaturen.
Dewars naam is vooral bekend in relaties met zijn werk in de vloeibaarmaking van de zogenaamde permanente gassen (stikstof-, zuurstof- en waterstofgas) en het bestudering van de eigenschappen van stoffen bij zeer lage temperaturen rond het absolute nulpunt. Geïnspireerd door het gepubliceerde onderzoekswerk van zowel de Fransman Louis Paul Cailletet en Zwitser Raoul Pictet alsmede van de Poolse fysici Zygmunt Wróblewski en Karol Olszewski richtte hij de Royal Institition een eigen koude-laboratorium in.
Rond 1891 had Dewar een machine ontwikkeld die vloeibaar zuurstof kon produceren in industriële hoeveelheden en aan het eind van datzelfde jaar toonde hij aan dat zowel vloeibaar zuurstof als vloeibaar ozon sterk worden aangetrokken door een magneet. In 1892 ging hij in zijn experimenten een dubbelwandig fles gebruiken waarvan de tussenruimte vacuüm was gezogen. Deze thermosfles, of Dewarvat, bleek zeer geschikt te zijn voor langdurige opslag van koude vloeistoffen.
De volgende stap in zijn onderzoek betrof de ontwikkeling van een hogedrukmachine die extreem lage temperaturen kon bereiken door middel van het Joule-Thomson-effect. Gebruikmakend van deze machine slaagde Dewar erin om in 1898 waterstofgas vloeibaar te maken en een jaar later om vast waterstof te maken. Ten slotte probeerde hij ook het laatst overgebleven gas, helium, vloeibaar te maken. Maar door een aantal oorzaken, waaronder een tekort aan heliumgas, werd hij in 1908 voorbijgestreefd door de Nederlandse natuurkundige Heike Kamerlingh Onnes. Onnes zou later de Nobelprijs ontvangen voor zijn onderzoek naar de eigenschappen van materie bij lage temperaturen. Dewar zelf werd verscheidene keren genomineerd, maar verkreeg de Nobelprijs nooit.

## Royal Institution Christmas Lectures
James Dewar kreeg in totaal negen keer de eer om een lezing te houden bij de Royal Institution Christmas Lectures, nog altijd jaarlijks in Londen gehouden door de Royal Institution of Great Britain. In 1878, 1880, 1883, 1885, 1886, 1888, 1890, 1893 en 1912 hield hij achtereenvolgens de spreekbeurten A Soap Bubble, Atoms, Alchemy in Relation to Modern Science, The Story of a Meteorite, The Chemistry of Light and Photography, Clouds and Cloudland, Frost and Fire, Air: Gaseous and Liquid en Christmas Lecture Epilogues. In 1906 ontving hij de Matteucci Medal, in 1916 de Copley Medal.